# 青春は欲望のカタマリだ!
『青春は欲望のカタマリだ!』（せいしゅんはよくぼうのカタマリだ）はFLYING KIDS3枚目のアルバム。1991年10月21日、ビクター音楽産業より発売。

## 解説
前作から10か月ぶりに発売。
5枚目のシングル｢君だけに愛を｣と同時発売。

## 収録曲
全編曲：FLYING KIDS　作詞：浜崎貴司（特記以外）
1. 欲望のカタマリ
作曲：中園浩之
2. 朝日を背にうけて
作曲：伏島和雄
Brass Arrange：小林正弘
3. 明日への力
作曲：浜崎貴司・飯野竜彦
4. 木馬（あたたかな君と僕）
作曲：浜崎貴司
5. お別れのあいさつ
作曲：丸山史朗
Strings Arrange：金子飛鳥
6. この世の楽しみ
作曲：浜崎貴司
Strings Arrange：金子飛鳥
7. 野生のハマザキ
作曲：加藤英彦
Brass Arrange：小林正弘
タイトルが歌詞カードでは｢野生の～｣となっているが、
ジャケット裏には｢野性の～｣と表記されている。
8. 君だけに愛を
作詞：橋本淳　作曲：すぎやまこういち
5枚目のシングル。ザ・タイガースのカバー。
9. 小さな私
作詞：浜谷淳子　作曲：加藤英彦
10. 一日の終り
作曲：丸山史朗